# 1. Sinfonie (Dvořák)

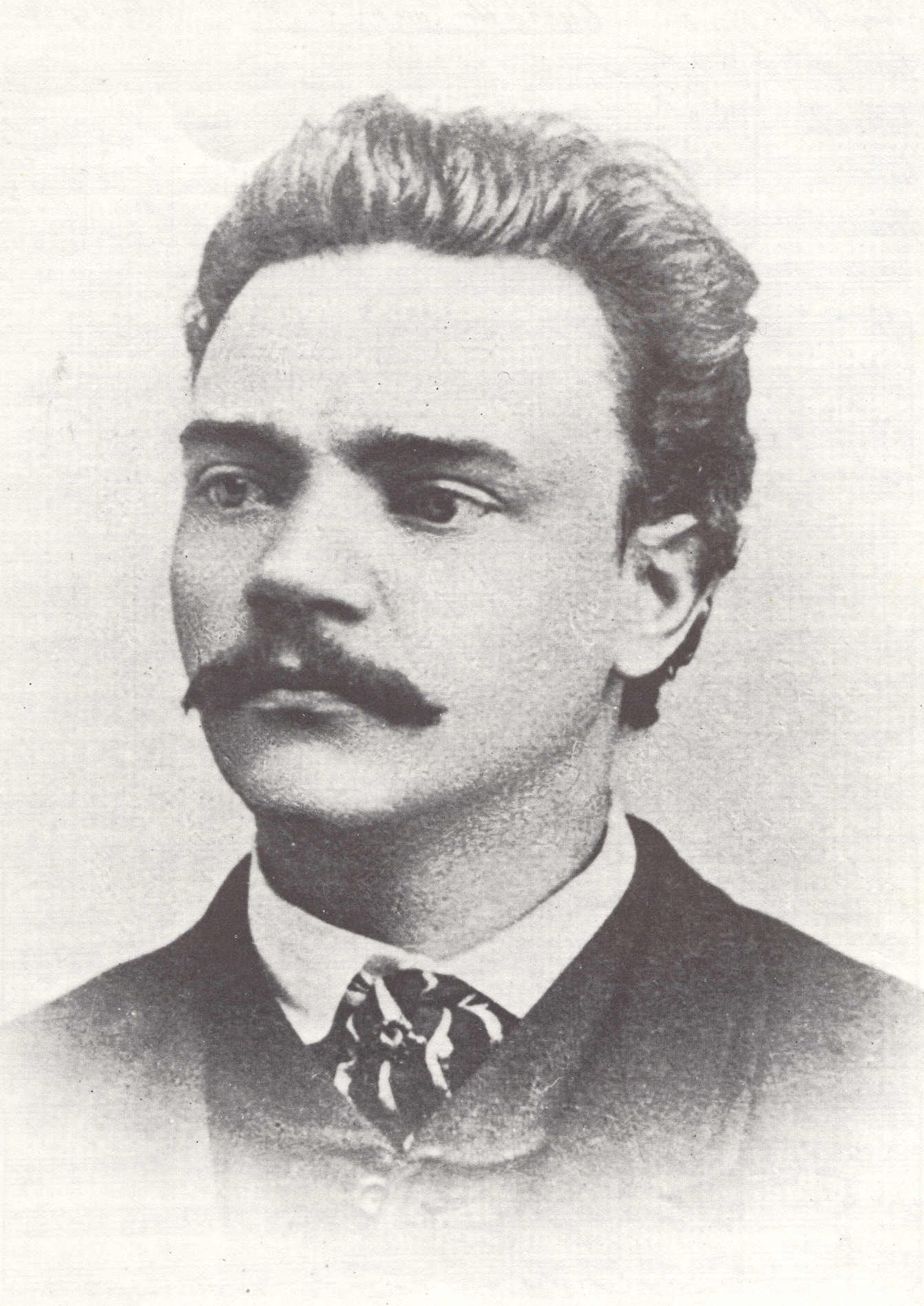
Fotografie Antonín Dvořáks aus dem Jahr 1868

Die Sinfonie Nr. 1 in c-Moll op. 3 ist das erste erhaltene Orchesterwerk des böhmischen Komponisten Antonín Dvořák (1841–1904). Dvořák soll der Sinfonie den Beinamen „Die Glocken von Zlonice“ gegeben haben (der aber in der Handschrift nicht verzeichnet ist); in jenem Prager Vorort hatte der zwölf- bis sechzehnjährige Dvořák vor seiner Musikerlaufbahn als Fleischerlehrling gearbeitet.

## Entstehung
Die Sinfonie entstand im Jahr 1865 (im selben Jahr wie Dvořáks 2. Sinfonie) anlässlich eines Sinfonie-Preisausschreibens in Leipzig. Die Sinfonie entstand in einer Zeit, in der Dvořák die ersten Gehversuche im Komponieren unternahm. „Ich hatte Ideen“, schrieb er später, „aber ich konnte sie nicht perfekt äußern“. So stand Dvořák auch noch stark unter dem Einfluss seiner Vorbilder Ludwig van Beethoven, Franz Schubert, Robert Schumann und Richard Wagner. Beethovens 5. Sinfonie stand hier beispielsweise dem Tonartenschema nach Pate. In diesem Sinne finden sich in allen vier Sätzen der Sinfonie motivische Gemeinsamkeiten wie zum Beispiel das rhythmische Motiv, das sich über die volle Länge des Kopfsatzes erstreckt und möglicherweise die namensgebenden „Glocken von Zlonice“ darstellt.

## Zur Musik

### Besetzung
2 Flöten, 1 Piccoloflöte, 2 Oboen, 1 Englischhorn, 2 Klarinetten, 2 Fagotte, 4 Hörner (2 in F, 2 in Es), 2 Trompeten (in Es), 3 Posaunen, 2 Pauken und Streicher

### 1. Satz: [Maestoso] – [Allegro]
Der unbezeichnete Hauptsatz beginnt mit einem Tuttischlag des Orchesters und dem einsetzenden Glockenmotiv in den Hörnern. Dieses an Beethovens Schicksalsmotiv aus dessen 5. Sinfonie erinnernde Motiv in mächtigen c-Moll-Akkorden geht in ein drängendes und bedrohlich pochendes Thema in den Streichern über, welches sich immer weiter zuspitzt und sich in einem Fortissimo-Höhepunkt steigert. Ein zweites Thema bringt einen kurzen lyrischen Zug in das sinfonische Geschehen. Im rauschenden und kaum ruhenden Verlauf des Satzes bleibt es ein kurzes Innehalten. Vor der Coda baut sich das Geschehen zu großen drängenden Tonmassen auf, welche sich fast gewaltsam ihren Weg suchen und den Satz in einigen hämmernden Akkorden beenden.

### 2. Satz: Adagio di molto
Der 24-jährige Dvořák schrieb hier ein Adagio von erstaunlicher Gefühlstiefe und Ausdruckskraft.
Nach einigen einleitenden Akkorden folgt eine klagende Melodie der Oboe, gefühlvoll von den Streichern begleitet. Diese wird anschließend von den Streichern fortgesetzt. Die elegische Melodie steigert sich weiter in Ausdruck und Dynamik, von leisen Pauken-Schlägen begleitet.
Eine Steigerung führt anschließend zu einigen lichten und hoffnungsvollen Momenten. Das Hauptthema kehrt erhaben in den Streichern zurück. Im weiteren Verlauf des Satzes wird das Thema mannigfaltig bearbeitet. Leise Akkorde in den Holzbläsern beenden den ergreifenden Satz.

### 3. Satz: Allegretto
Das Allegretto ist das erste der für Dvořák typischen Scherzo-Sätze in seinen Sinfonien. Ein vergnügt tänzerischer Satz, welcher sehr stark nationale böhmische Elemente aufnimmt. Das Trio entschleunigt das Geschehen mit einer langsameren tänzerischen Melodie. Auf ihrem Höhepunkt beschleunigen die Streicher das Thema und führen somit zur Wiederholung des Scherzo-Teils. Eine überstürzte Steigerung bringt den jubelnden Schlussteil des dritten Satzes mit sich, welcher überraschend mit einem Piano-Akkord endet.

### 4. Satz: Finale, Allegro animato
Das ungestüme Finale stellt zunächst im Forte ein rhythmisch prägnantes Thema vor, welches anschließend piano von den Holzbläsern übernommen wird und schließlich triumphierend im Orchestertutti erklingt. Die weitere Konzeption des Satzes ist nicht völlig regelgerecht und teilweise fast rhapsodisch. Ein Moll-Gedanke in den Bläsern wird erst im zweiten Teil des Satzes eingeführt. Das hektische Treiben mündet schließlich in eine glanzvolle Coda mit einem ausgedehnten Schlussfeuerwerk.

## Wirkung
Die 1. Sinfonie wurde von Dvořák zu einem Musikwettbewerb nach Leipzig geschickt. Da Dvořák keine Antwort aus Leipzig bekam und auch die Partitur nicht zurückerhielt, nahm er an, dass die Sinfonie verschollen sei. Daher begann Dvořák schnell mit der Arbeit an der nachfolgenden 2. Sinfonie. „Erst 1923 wurde die Originalhandschrift im Nachlaß eines Prager Professors der Orientalistik, der sie 1882 in einem Leipziger Antiquariat gekauft hatte, wiedergefunden. Es dauerte weitere 13 Jahre, ehe in Brünn eine gekürzte und bearbeitete Fassung zur Aufführung kam.“ Die Sinfonie wurde am 4. Oktober 1936 unter dem Dirigat von Milan Sachs in Brünn uraufgeführt. Die Originalfassung wurde erst 1961 gedruckt.
„Die Furcht der Wiederentdecker vor einer Aufführung der Originalpartitur war nicht ganz unbegründet, wirft doch die Weitschweifigkeit, die sich der junge Sinfoniker in den Ecksätzen erlaubt, sowohl Interpretations- wie Hörprobleme auf. Die in der Dvořák-Literatur mehrfach postulierte Orientierung dieses Erstlings an Beethovens 5. Sinfonie trifft nur auf die Tonartfolge der Sätze (c-Moll, As-Dur, c-Moll, C-Dur) sowie auf den zumindest beabsichtigten dramatischen Gestus der Tonsprache zu, nicht auf die formale Gestaltung des Werkes. Diese läßt in der das klassische Sonatenschema nur noch vage durchscheinen lassenden Weite der Ecksätze eher an Schubert denken. Es geht dem jungen Dvořák mehr um Entwicklung und Variierung seines thematischen Materials denn um dramatische Konfrontierung im Sinne von Beethovens Themen-Dualismus. Die beiden Hauptthemen des Kopfsatzes sind in ihrer fließenden rhythmischen Struktur denn auch einander so angenähert, daß sie sich kombinieren lassen.“